# Tom Eyen
Tom Eyen (14 de agosto de 1940-26 de mayo de 1991) fue un guionista y director de teatro estadounidense.

## Trayectoria
Eyen nació en Cambridge, Ohio y era el menor de siete niños de Abraham y Julian Eyen.
En 1982 ganó un Premio Tony por el guion del musical de Broadway Dreamgirls.
Eyen es conocido por sus obras que están en los extremos opuestos del espectro teatral. La mayoría de los aficionados al teatro lo conocieron en 1981, cuando se asoció con el compositor Henry Krieger y el director Michael Bennett para escribir el libro y la letra del exitoso musical de Broadway Dreamgirls, sobre un trío de cantantes afroamericanas. La carrera de Eyen comenzó, sin embargo, con el teatro experimental que escribió y dirigió Off-Off Broadway en la década de 1960. Esto lo llevó a su éxito en Off-Broadway con The Dirtiest Show in Town (1970), una revista musical con desnudos, y Women Behind Bars (1975), una parodia de camp de películas de explotación carcelaria de mujeres. Eyen murió de complicaciones relacionadas con el SIDA en Palm Beach, Florida, a la edad de cincuenta años. 